# Belval (Manche)
Belval és un municipi francès situat al departament de la Manche i a la regió de Normandia. L'any 2007 tenia 298 habitants.

## Demografia

### Població
El 2007 la població de fet de Belval era de 298 persones. Hi havia 118 famílies de les quals 24 eren unipersonals (16 homes vivint sols i 8 dones vivint soles), 53 parelles sense fills, 37 parelles amb fills i 4 famílies monoparentals amb fills.
La població ha evolucionat segons el següent gràfic:
Habitants censats

### Habitatges
El 2007 hi havia 148 habitatges, 118 eren l'habitatge principal de la família, 15 eren segones residències i 14 estaven desocupats. 145 eren cases i 2 eren apartaments. Dels 118 habitatges principals, 86 estaven ocupats pels seus propietaris i 32 estaven llogats i ocupats pels llogaters; 3 tenien dues cambres, 16 en tenien tres, 29 en tenien quatre i 69 en tenien cinc o més. 93 habitatges disposaven pel capbaix d'una plaça de pàrquing. A 51 habitatges hi havia un automòbil i a 59 n'hi havia dos o més.

### Piràmide de població
La piràmide de població per edats i sexe el 2009 era:
| Homes | Edats   | Dones |
| ----- | ------- | ----- |
| 0     | 95 o +  | 0     |
| 0     | 90 a 94 | 0     |
| 0     | 85 a 89 | 4     |
| 0     | 80 a 84 | 0     |
| 4     | 75 a 79 | 8     |
| 0     | 70 a 74 | 8     |
| 12    | 65 a 69 | 4     |
| 8     | 60 a 64 | 16    |
| 4     | 55 a 59 | 4     |
| 16    | 50 a 54 | 4     |
| 16    | 45 a 49 | 8     |
| 8     | 40 a 44 | 20    |
| 12    | 35 a 39 | 4     |
| 12    | 30 a 34 | 12    |
| 8     | 25 a 29 | 4     |
| 4     | 20 a 24 | 8     |
| 16    | 15 a 19 | 4     |
| 20    | 10 a 14 | 12    |
| 4     | 5 a 9   | 4     |
| 4     | 0 a 4   | 0     |

## Economia
El 2007 la població en edat de treballar era de 177 persones, 127 eren actives i 50 eren inactives. De les 127 persones actives 122 estaven ocupades (69 homes i 53 dones) i 5 estaven aturades (2 homes i 3 dones). De les 50 persones inactives 21 estaven jubilades, 11 estaven estudiant i 18 estaven classificades com a «altres inactius».

### Ingressos
El 2009 a Belval hi havia 122 unitats fiscals que integraven 303 persones, la mediana anual d'ingressos fiscals per persona era de 16.740 €.

### Activitats econòmiques
Dels 22 establiments que hi havia el 2007, 2 eren d'empreses alimentàries, 7 d'empreses de construcció, 6 d'empreses de comerç i reparació d'automòbils, 2 d'empreses d'hostatgeria i restauració, 1 d'una empresa immobiliària, 1 d'una entitat de l'administració pública i 3 d'empreses classificades com a «altres activitats de serveis».
Dels 10 establiments de servei als particulars que hi havia el 2009, 2 eren guixaires pintors, 3 fusteries, 1 lampisteria, 1 electricista, 2 perruqueries i 1 restaurant.
Dels 4 establiments comercials que hi havia el 2009, 1 era una botiga de més de 120 m², 2 fleques i 1 una fleca.
L'any 2000 a Belval hi havia 21 explotacions agrícoles que ocupaven un total de 450 hectàrees.

## Equipaments sanitaris i escolars
El 2009 hi havia una escola elemental integrada dins d'un grup escolar amb les comunes properes formant una escola dispersa.

## Poblacions més properes
El següent diagrama mostra les poblacions més properes.